# Avon (Dakota del Sud)
Avon és una població dels Estats Units a l'estat de Dakota del Sud. Segons el cens del 2000 tenia 561 habitants.

## Demografia
Segons el cens del 2000, Avon tenia 561 habitants, 272 habitatges, i 162 famílies. La densitat de població era de 338,4 habitants per km².
Dels 272 habitatges en un 22,8% hi vivien nens de menys de 18 anys, en un 53,7% hi vivien parelles casades, en un 4,8% dones solteres, i en un 40,1% no eren unitats familiars. En el 39% dels habitatges hi vivien persones soles el 28,7% de les quals corresponia a persones de 65 anys o més que vivien soles. El nombre mitjà de persones vivint en cada habitatge era de 2,06 i el nombre mitjà de persones que vivien en cada família era de 2,75.
Per edats la població es repartia de la següent manera: un 20,1% tenia menys de 18 anys, un 5% entre 18 i 24, un 21,7% entre 25 i 44, un 20,3% de 45 a 60 i un 32,8% 65 anys o més.
L'edat mediana era de 48 anys. Per cada 100 dones de 18 o més anys hi havia 82,9 homes.
La renda mediana per habitatge era de 27.656 $ i la renda mediana per família de 35.000 $. Els homes tenien una renda mediana de 27.500 $ mentre que les dones 16.607 $. La renda per capita de la població era de 16.089 $. Entorn del 8,1% de les famílies i el 8,2% de la població estaven per davall del llindar de pobresa.

## Persones il·lustres
- George McGovern (1922 - 2012) polític i historiador

## Poblacions més properes
El següent diagrama mostra les poblacions més properes.